# Золотая медаль имени А. П. Довженко
Золотая медаль имени А. П. Довженко — ведомственная награда Государственного комитета Совета министров СССР по кинематографии, Союза кинематографистов СССР, Главного политического управления Советской армии и Военно-морского флота.

## История
В 1972 году утверждена Золотая медаль имени А. П. Довженко «За лучший военно-патриотический фильм».

## Награждённые
- Остроумова, Ольга Михайловна
- Яковлев, Юрий Васильевич
- Чухрай, Павел Григорьевич
- Бондарев, Юрий Васильевич
- Степанков, Константин Петрович
- Матвеев, Евгений Семёнович